# Hervé Moulin
Hervé Moulin FRSE FBA (n. París, 1950) es un matemático francés que ocupa la cátedra Donald J. Robertson de Economía en la Adam Smith Business School de la Universidad de Glasgow. Es conocido por sus contribuciones a la investigación en economía matemática, en particular en los campos del diseño de mecanismos, elección social, teoría de juegos y división justa. Ha escrito cinco libros y más de 100 artículos científicos.

## Biografía
Moulin obtuvo su licenciatura en la Ecole Normale Superieure de París en 1971 y su doctorado en Matemáticas en la Universidad de París en 1975  con una tesis sobre juegos de suma cero, que se publicó en francés en las Mémoires de la Société Mathématique de France y en inglés en la Revista de análisis matemático y sus aplicaciones.
Moulin fue profesor de Economía de la cátedra George A. Peterkin en la Universidad de Rice (de 1999 a 2013), Profesor de Economía de la cátedra James B. Duke en la Universidad de Duke (de 1989 a 1999) y profesor Distinguido en la Universidad Virginia Tech (de 1987 a 1989). Es miembro de la Econometric Society desde 1983, y presidente de la Game Theory Society en el período 2016 - 2018. También se desempeñó como presidente de la Sociedad para la Elección Social y el Bienestar durante el período de 1998 a 1999. Se convirtió en miembro de la Royal Society of Edinburgh en 2015.
La investigación de Moulin ha sido financiada en parte por siete subvenciones de la Fundación Nacional de Ciencias de EE. UU. Colabora como asesor del sitio web de la división de ferias Spliddit, creado por Ariel Procaccia. Con motivo de su 65 cumpleaños, la Escuela de Economía de París y la Universidad de Aix-Marsella organizaron una conferencia en su honor, con Peyton Young, William Thomson, Salvador Barberà y el propio Moulin entre los ponentes.
En julio de 2018, Moulin fue elegido miembro de la Academia Británica (FBA).

## Aportaciones
En 1979, publicó un artículo fundamental en Econometrica en el que presentaba la noción de juegos resolubles por dominancia. La solubilidad por dominancia es un concepto de solución para juegos que se basa en un procedimiento repetido de eliminación de estrategias dominadas por todos los participantes. La solubilidad por dominancia es un concepto más fuerte que el equilibrio de Nash porque no requiere coordinación ex ante. Su único requisito es el conocimiento común reiterado de la racionalidad. Su trabajo sobre este concepto fue mencionado en la Conferencia del Premio Nobel del laureado Eric Maskin.
Un año más tarde, demostró un resultado interesante con respecto al famoso Teorema de Gibbard-Satterthwaite, que establece que cualquier procedimiento de votación en el dominio universal de preferencias cuyo rango contiene más de dos alternativas es dictatorial o manipulable. Moulin demostró que es posible definir funciones de elección social no dictatoriales y no manipulables en el dominio restringido de las preferencias de una solo opción, es decir, aquellas en las que existe una única mejor opción, y otras opciones son mejores a medida que están más cerca de la favorita. Además, proporcionó una caracterización de tales reglas. Este artículo inspiró toda una literatura sobre el logro de la equidad y la prueba de la estrategia (incluso en una forma débil como esquemas no dictatoriales) en dominios restringidos de preferencias.
Moulin también es conocido por su trabajo fundamental en costos compartidos y problemas de asignación. En particular, junto con Anna Bogomolnaia, propuso el procedimiento probabilístico-serial como solución al problema de asignación justa aleatoria, que consiste en dividir varios bienes entre varias personas. La serie probabilística permite a cada persona "obtener" sus acciones favoritas, definiendo así un resultado probabilístico. Siempre produce un resultado que es inequívocamente eficiente ex ante y, por lo tanto, tiene un fuerte reclamo sobre la prioridad aleatoria popular. El artículo fue publicado en 2001 en el Journal of Economic Theory. En el verano de 2016, el artículo ya tenía 395 citas.
Se le ha acreditado como el primer proponente del famoso juego del concurso de belleza, también conocido como el juego de adivinanzas, que muestra que los jugadores no pueden anticipar el comportamiento estratégico de otros jugadores. Los experimentos que prueban la predicción de equilibrio de este juego iniciaron el campo de la economía experimental.

## Coautores
Moulin ha publicado artículos conjuntamente con Matthew O. Jackson, Scott Shenker, y Anna Bogomolnaia, entre muchos otros académicos.